# FVWM
FVWM, F Virtual Window Manager (F nemá žádné oficiální vysvětlení) je správce oken pro X Window System. Uživatelé FVWM na něm oceňují jeho rychlost, nenáročnost a extrémní konfigurovatelnost.

## Historie
Projekt FVWM vytvořil Rob Nation v roce 1993 (oficiální vydání bylo 1. června 1993 ve verzi 0.5.x) poté, co objevil mnoho omezení tehdy standardního window manageru twm. Původně jej začal hackovat proto, aby zjistil, proč twm spotřebovává tolik paměti, postupně však začal přidávat i nové vlastnosti. Rob Nation byl už v té době slavným autorem emulátoru terminálu rxvt, a na zkoušku do balíčku rxvt přidal i FVWM. Ukázalo se, že to byl výborný nápad, a FVWM začalo mnoho lidí používat.
Rob Nation se přestal podílet na vývoji FVWM už v roce 1994, a novým správcem se stal Charles Hines (od FVWM verze 2.0). Od roku 1998 vyvíjí FVWM skupina dobrovolníků bez hlavního správce.
Poslední stabilní verze je 2.6.7.
Písmeno F znamenalo původně anglicky feeble, později se vývojáři rozhodli význam počátečního písmena vypustit.

## Vlastnosti

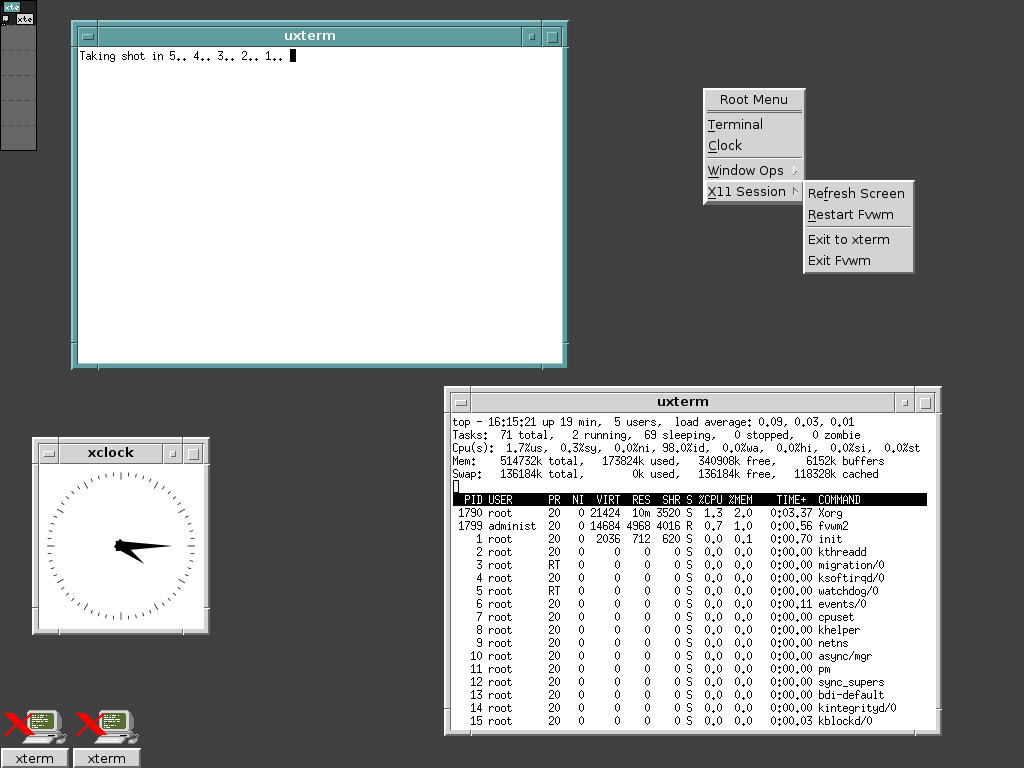
FVWM emulující Motif Window Manager (MWM)

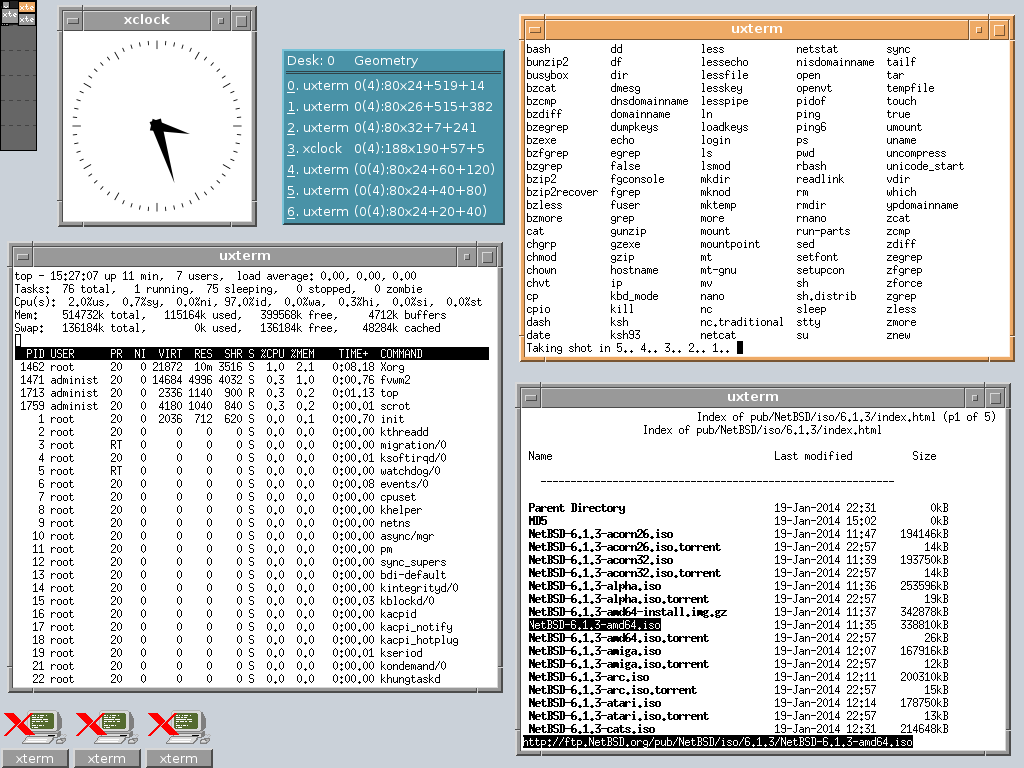
FVWM emulující vzhled Common Desktop Environment (CDE)

FVWM obsahuje velké množství vlastností, přičemž většinu lze vypnout při kompilaci.
- Podpora libovolného počtu virtuálních pracovních ploch, z nichž každá může být rozdělena na více stránek
- Poloha viditelného výřezu do pracovní plochy se může měnit plynule nebo konfigurovatelných krocích
- Viditelný výřez se posunuje, když myš dosáhne okraje obrazovky
- Podpora pro EWMH, ICCCM-2 a GNOME Hints
- Plná podpora internacionalizace, včetně vícebytových znaků a obousměrného textu
- Podpora pro Xft2 fonty s antialiasingem a konfigurovatelným vrháním stínů
- Každý aspekt chování a akce a reakce na události jsou plně konfigurovatelné
- Podpora uživatelem definovaných dekorací oken
- Titulky oken mohou být vypnuty nebo vykresleny na kterýkoli okraj okna
- Podpora pro PNG, včetně alfa kanálu
- Knihovna pro rozšiřování FVWM v jazyce Perl, skriptování a preprocessing konfiguračních souborů
- Rozšiřitelný pomocí skriptů; preprocessing umožňuje dynamické konfigurace
- Sada nástroj pro vytváření dialogů, menu a aplikací za běhu
- Konfigurovatelné panely pracovní plochy
- Podpora pro gesta myší
- Dynamická menu
- Podpora pro správu sezení
- Xinerama pro používání více displajů
- Dynamicky rozšiřitelný pomocí modulů
- Podpora přebírání fokusu

Největší výhodou FVWM oproti jiným window managerům jsou jeho extrémní možnosti konfigurace. Samotný konfigurační soubor připomíná zdrojový soubor programovacího jazyka (i když trochu zvláštního). Nevýhodou je, že konfigurace FVWM je velmi náročná na znalosti, proto většina lidí používá pouze modifikovaný konfigurační soubor od několika málo odborníků. Existují dokonce i projekty, které se zabývají čistě vytvářením konfigurace pro FVWM. (FVWM-Crystal).V současné době (8/2009) je tento projekt zastaven.

## Odvozené programy
FVWM se pro své stabilní a dobře napsané jádro stal základem pro mnoho dalších window managerů. Z těch známějších jsou to například Xfce, Enlightenment, Afterstep, WindowMaker, dále pak Bowman, Lesstif's NWM, MLVWM, HaZe, SCWM, AmiWM a další.